# Fascination Dance
Fascination Dance naziv je trećeg albuma austrijsko-njemačkoga komornog instrumentalnog ansambla The Philharmonics.

## O albumu
S mnogo osjećaja za stil i izvrsnim obradama Filharmoničari (The Philharmonics) nastavljaju praksu negdašnjih salonskih ansambala i romskih sastava kombinirajući t.zv. ozbiljnu i zabavnu glazbu. Njihov CD Fascination Dance svojevrsno je avanturističko glazbeno putovanje različitim kulturama, a njihove izvedbe oduševljavaju briljantnim zvukom prepunim bogatih harmonijskih izmjena prepletenih instrumentalnom virtuoznošću. I sasvim je svejedno sviraju li skladbe Schuberta, Chicka Coree, orijentalnu ili židovsku glazbu: dobroj glazbi ne treba klasifikacija, nego samo izvrsni interpreti!
Album Fascination Dance objavljen je 6. siječnja 2012. godine, a snimila ga je prva postava ansambla: Tibor Kováč (1. violina), Shkëlzen Doli (2. violina), Thilo Fechner (viola), Stephan Koncz (violončelo), Ödön Rácz (kontrabas), Daniel Ottensamer (klarinet) i František Jánoška (glasovir). Nakladnička kuća Universal Music Austria tom je albumu iste godine dodijelila Zlatnu nagradu.

## Popis skladba
| 1.    | »Ungarischer Tanz Nr. 5«          | Johannes Brahms             | František Jánoška                     | 3:46 |
| 2.    | »Yiddishe Mame«                   | Tibor Kováč                 |                                       | 5:14 |
| 3.    | »Deutsche Tänze«                  | Franz Schubert              | Tibor Kováč                           | 6:46 |
| 4.    | »Spain«                           | Chick Corea                 | František Jánoška & Kristian Seidmann | 4:55 |
| 5.    | »Orientalische Suite«             | Shkëlzen Doli & Tibor Kováč |                                       | 5:24 |
| 6.    | »Menuett in A-Dur«                | Luigi Boccherini            | Tibor Kováč                           | 2:44 |
| 7.    | »Souvenir de Bohème«              | Tibor Kováč                 |                                       | 6:19 |
| 8.    | »Libertango«                      | Ástor Piazzolla             | Tibor Kováč                           | 3:44 |
| 9.    | »Alt Wien«                        | Leopold Godowsky            | Tibor Kováč                           | 2:46 |
| 10.   | »Walzer Nr. 2«                    | Dmitrij Šostakovič          | Tibor Kováč                           | 2:36 |
| 11.   | »Tsifteteli«                      | Shkëlzen Doli               | René Staar                            | 5:36 |
| 12.   | »My Favorite Things«              | Richard Rodgers             | Tibor Kováč & František Jánoška       | 3:40 |
| 13.   | »Slawischer Tanz in e-moll«       | Antonín Dvořák              | Tibor Kováč                           | 5:15 |
| 14.   | »Fiddler On the Roof - Suite«     | Jerry Bock                  | František Jánoška                     | 9:33 |
| 15.   | »Fascination Dance« (Bonus Track) | František Jánoška           |                                       | 2:40 |
| 87:18 |                                   |                             |                                       |      |

## Impresum
- Izvršni producenti: Martin Felber / Harry Gruber
- Glazbeni producenti: Erich Hofmann / Raimund Langer ("Orientalische Suite")
- Tonmajstori: Klaus Wachschütz / Bruno Singer ("Orientalische Suite")
- Miksanje i mastering: Klaus Wachschütz
- Urednik izdanja: Erich Hofmann
- Fotografije umjetnika: Fadil Berisha
- Likovno oblikovanje: O/R/E/L
- Izdavač: Deutsche Grammophon & Universal Music Austria GmbH

## Vanjske poveznice
- The Philharmonics – AUFNAHMEN  Arhivirana inačica izvorne stranice od 15. prosinca 2012. (Wayback Machine) (njem.) (engl.)
- allmusic.com – The Philharmonics: FASCINATION DANCE (engl.)
- Discogs.com – The Philharmonics: Fascination Dance (engl.)
- austriancharts.at – The Philharmonics: Fascination Dance (njem.)
- www.badische-zeitung.de – FASCINATION DANCE / »CD: KLASSIK & CO: Philharmonisches Switchen« (njem.)